# ماثيو مايورا
ماثيو مايورا (بالإنجليزية: Matthew Mayora)‏ هو لاعب كرة قدم أسترالي في مركز الهجوم، ولد في 10 مارس 1986 في سيدني في أستراليا. لعب مع برسيبورا جايابورا وسيدني تايغرز وماركوني ستاليونز ونادي برث غلوري ونادي بلاكتاون سيتي ونادي سيدني أوليمبيك.